# Bogomił Bonew
Bogomił Angełow Bonew, bułg. Богомил Ангелов Бонев (ur. 18 września 1957 w Radomirze) – bułgarski policjant, polityk i przedsiębiorca, w latach 1997–1999 minister spraw wewnętrznych, kandydat w wyborach prezydenckich w 2001.

## Życiorys
W połowie lat 70. został członkiem Bułgarskiej Partii Komunistycznej. Służył w siłach policyjnych, w 1981 ukończył wyższy instytut kształcenia kadr w ramach ministerstwa spraw wewnętrznych. W latach 80. był inspektorem do spraw ciężkich przestępstw kryminalnych w wydziale śledczym w Sofii, a na początku lat 90. kierował sofijską dyrekcją spraw wewnętrznych. W 1989 uzyskał magisterium z prawa na Uniwersytecie Sofijskim im. św. Klemensa z Ochrydy. W 1992 powołany na sekretarza generalnego MSW, w latach 1993–1997 pracował jako prawnik oraz ekspert w grupie poselskiej Związku Sił Demokratycznych.
W styczniu 1997 mianowany doradcą prezydenta Petyra Stojanowa do spraw bezpieczeństwa narodowego. W następnym miesiącu został ministrem spraw wewnętrznych w przejściowym gabinecie Stefana Sofijanskiego. Utrzymał tę funkcję również w utworzonym w tym maju tegoż roku rządzie Iwana Kostowa, sprawując ją do grudnia 1999. Po odejściu ze stanowiska znalazł się w konflikcie z premierem i jego zapleczem, obie strony publicznie oskarżały się o korupcję. W 2001 wystartował w wyborach prezydenckich; otrzymał 19,3% głosów, zajmując 3. miejsce wśród 6 kandydatów.
Zajął się pracą w sektorze prywatnym. Został m.in. współwłaścicielem kompleksu hotelowego, a później prezesem targów w Płowdiwie. W 2005 krótko zasiadał w komisji konsultacyjnej przy ministrze spraw wewnętrznych Rumenie Petkowie.
W 2006 jego żoną została  aktorka i piosenkarka Nona Jotowa.